# ハインツ・ベッヘルト
ハインツ・ベッヘルト（Heinz Bechert, 1932年6月26日 - 2005年6月14日）は、ドイツのインド学者、仏教学者。

## 生涯
1932年6月26日、弁護士のルドルフ・ベッヘルトと妻のヘルタの息子としてドイツ、ミュンヘンで生まれる。
ミュンヘンとハンブルクの大学で学んだのち、ザールラント大学で研究助手を務め、マインツ大学で博士号を取得した。1963年にはマリアンヌと結婚し、1964から1年間、マインツ大学で講師をした後、1965年にゲッティンゲン大学へ移り、後にインド学仏教学研究所所長を務めた。1971年には彼自身の発案により、自身の講義名を「インド学」から「インド学仏教学」に変更している。
ベッヘルトは特にスリランカや東南アジア、ネパールの上座部仏教に注目していた。それに加えて中央アジアにおける仏教や、仏教共同体の政治的、社会的重要性なども研究していた。
サンスクリット語だけでなく、パーリ語やプラークリット、チベット語、シンハラ語、ビルマ語など、仏教に関する複数の言語を身に着けていた。

## 著書
- 『ブッダの生存年代 : インド史の最古の確定した年代は可能か?』2000年